# 1909年大西洋飓风季
1909年大西洋飓风季的活跃度适中，共形成12个热带气旋且全部发展成热带风暴，其中六场成为飓风，四场达到大型飓风标准。本季第一个气旋于6月15日发展成型，最后一场风暴在11月14日转变成温带气旋，都属历年大西洋盆地绝大多数热带气旋的活动范围内。全季以8月底在小安的列斯群岛以东海域形成的气旋影响最大，令小安的列斯群岛、大安的列斯群岛和墨西哥变得满目疮痍，约有4000人遇难，损失数额超过5000万美元。
虽然活跃度只达中等水平，但1909年大西洋飓风季导致的破坏极大，人员伤亡更是惨重，至少有4661人丧生，损失数额达7630万美元，其中大部分是由第六和第八号飓风引起。7月中旬，本季第四场风暴以三级飓风强度吹袭德克萨斯州弗里波特，夺走41条人命并造成价值200万美元的破坏。9月中旬，本季第八个气旋以三级飓风强度从路易斯安那州格兰德艾尔附近登陆，导致至少350人死亡，损失数额达1000万美元。风暴潮深入内陆3.2公里，将成千上万的民房摧毁。十月上旬，全季第11场风暴成型，以三级飓风强度经过古巴、巴哈马和佛罗里达州马拉松，至少造成22人死亡和200万美元的经济损失。本季最后一场风暴以飓风强度吹袭牙买加东部和伊斯帕尼奥拉岛，最终在巴哈马东北方向转变成温带气旋，共导致30人遇难和700万美元的损失。

## 季节总结

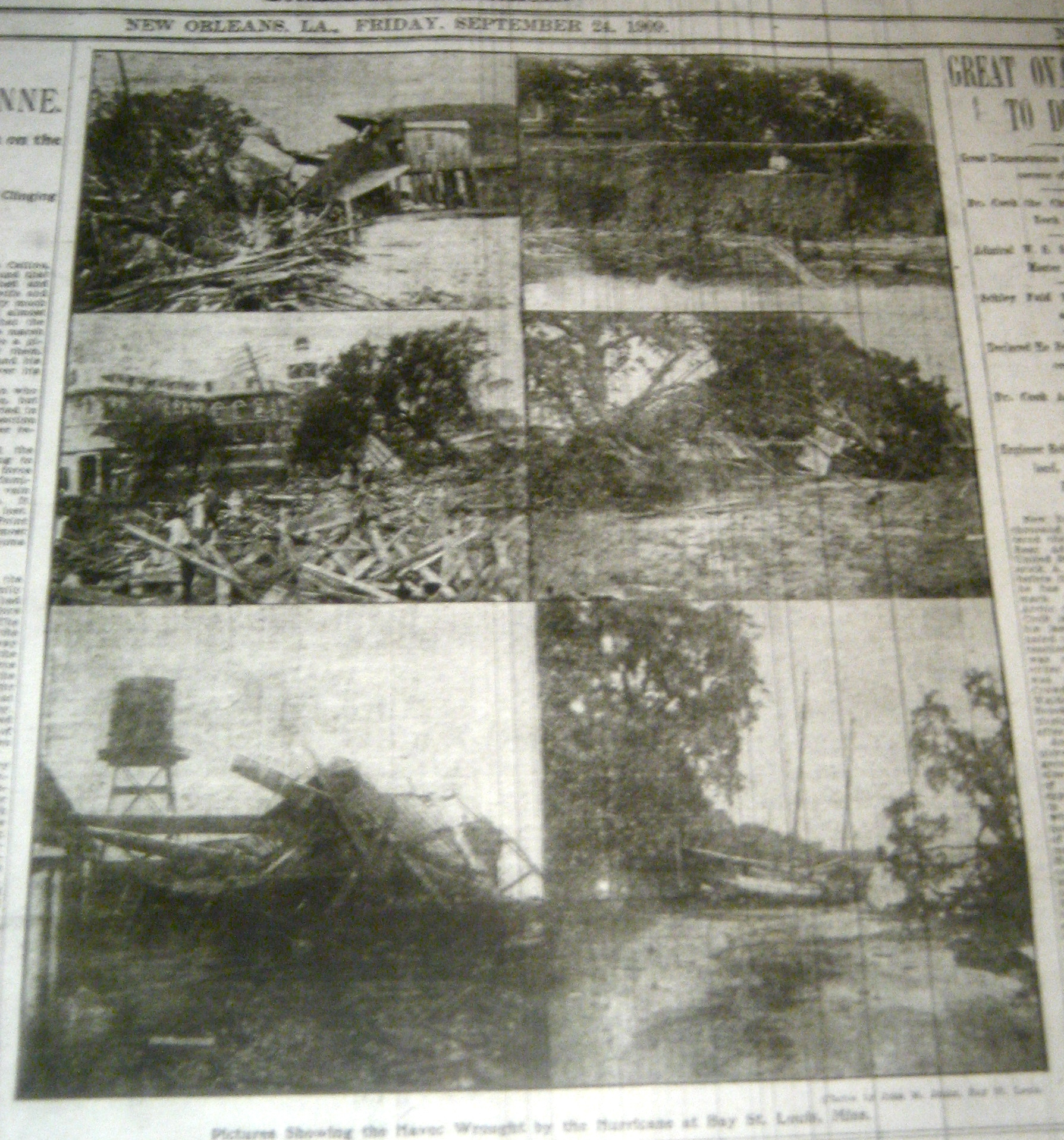
格兰德艾尔飓风对密西西比州贝圣路易斯构成的破坏

1909年大西洋飓风季的热带天气活动应该是在6月15日或之前不久开始，这天西南加勒比海出现本季第一个热带天气系统，这个月接下来还形成两场风暴。七月只形成韦拉斯科飓风，八月则是全季最活跃的月份，形成包括蒙特雷飓风在内的四个气旋。9月共形成两个天气系统，第一个是格兰德艾尔飓风，最大持续风速达每小时195公里，最低气压952毫巴（百帕，28.1英寸汞柱），是本季最强风暴。十月与十一月都只形成一场风暴，分别是佛罗里达礁岛群飓风和大安的列斯群岛飓风。11月14日，大安的列斯飓风在小安的列斯群岛东北方向的大西洋上空转变成温带气旋，为飓风季划上句点。
全季共形成12场热带风暴，是1901年（13场）后热带风暴数量最多的大西洋飓风季，其中又有半数增强成飓风。2011年，气象学家克里斯托弗·朗诗（Christopher Landsea）经过重新分析后为本季新增两场风暴，分别是第一和第七号热带风暴。1999年，另外两位气象学家何塞·费尔南德斯-帕塔加斯（Jose Fernandez-Partagas）和亨利·迪亚兹（Henry F. Diaz）发现证据证实1909年11月也有热带气旋存在:21，朗诗之后又把该气旋由热带风暴升级成现代萨菲尔-辛普森飓风等级下的二级飓风。此外，本季第二场风暴也升级成飓风，全季登陆美国的飓风增至五个，创下1893年后新高。全部12个热带气旋都曾登陆，一共夺走至少4661条人命，损失总额超过7630万美元。
这年飓风季的活跃程度还经累积气旋能量指数反映出来，数值为93。大致来说，气旋能量指数通过飓风强度和持续时间计算，强度越高、持续时间越长的风暴，其指数也相应越高。

## 风暴

### 第一号热带风暴
6月15日，尼加拉瓜东南近海出现本季第一个热带气旋，此时尚处热带低气压强度。气旋朝北移动，不到12小时就增强成热带风暴。气象机构起初无法确定气旋风速是否有热带风暴强度，所以在当时的实际操作中没有把系统归类成热带风暴:22。气旋缓慢北上，逐渐达到风力时速75公里的最高强度。6月18日，风暴逐渐向西转向，于次日清晨从卡贝萨斯港附近登陆。系统进入陆地上空后开始减弱，先是弱化成热带低气压，再于6月19日晚在尼加拉瓜和洪都拉斯边境附近逐渐消散。气旋强度很弱，所以相应纪录很少，风暴行经海域船只测得的最低气压为1009毫巴（百帕，29.8英寸汞柱）:22。

### 第二号飓风
6月下旬，本季第二个热带气旋在佛罗里达礁岛群附近成型:1。系统的起源尚无定论，最初发现时就有热带风暴强度。气旋起初一天朝西北方向逼近路易斯安那州，然后突然大幅转向朝德克萨斯州南部海岸前进。估计6月29日时风暴已达到飓风强度下限，持续风速每小时120公里。不过，1999年费尔南德斯-帕塔加斯经过重新分析后认为气旋此时尚属热带风暴:1。从德克萨斯州布朗斯维尔登陆前不久，气旋达到风力时速155公里的最高强度，在现代萨菲尔-辛普森飓风等级下已属二级飓风标准。登陆期间，陆地上所测最低气压是972毫巴（百帕，28.7英寸汞柱）。到了6月30日，飓风强度已回落至热带风暴标准，并进入墨西哥北部上空，于数小时后消散。
飓风登陆期间产生超过1.5米的风暴潮，将包括帕德雷岛在内的诸多低洼地区淹没。北面远至科珀斯克里斯蒂都测得时速77公里大风，但未能测得风暴登陆时的风速。:1伊达尔戈县梅赛德斯（Mercedes）的24小时降雨量达250毫米，暴雨之后在格兰德河沿线引发旷日持久的洪涝灾害，持续时间超过一星期。7月4日，格兰德河位于墨西哥境内河段决堤，距布朗斯维尔不远的一个墨西哥小镇大部分地区被淹。墨西哥境内的洪水直到7月10日才退去，造成相当严重的破坏。虽然整场飓风没有导致人员丧生，但损失数额依然达到130万美元，其中大部分属墨西哥的铁路损毁。

### 第三号热带风暴
6月26日，特克斯和凯科斯群岛附近发展出热带低气压。气旋朝西北偏西移动并吹袭巴哈马的大伊纳瓜岛（Great Inagua Island）。到了次日中午12点，风暴已转向西北并强化成热带风暴。6月28日中午12点左右，系统在安德罗斯岛附近达到持续风速每小时85公里的最高强度，再于八小时后从劳德代尔堡附近登陆。6月30日清晨，风暴从锡达礁附近进入墨西哥湾，再于下午14点左右以风力时速65公里强度从圣马克附近登陆。气旋很快就减弱成热带低气压，接下来以半圆形路径穿越美国东南部。7月3日清晨，风暴从南卡罗莱纳州博福特附近进入大西洋。查尔斯顿此时测得1005毫巴（百帕，29.7英寸汞柱）气压，这也是正式纪录中气旋的最低气压:2。风暴朝东北偏东移动并继续减弱，最终于7月4日晚在百慕大和大巴哈马岛之间逐渐消散。
气旋在佛罗里达州部分地区降下暴雨，巴托和莱克兰的街道上有积水。坦帕的风速超过每小时48公里，导致部分窗户破损。此外，风暴对庄稼和通讯线路也有“显著”影响，海岸沿岸有多艘小型船只受损。:2

### 第四号飓风
7月13日，向风群岛附近出现热带低气压。气旋起初数天强度一直很弱，7月17日逼近牙买加后才开始增强，并于当天成为热带风暴。气旋蜿蜒向西北移动，于7月18日在古巴最西端附近达到飓风强度。向西穿越墨西哥湾期间，风暴一度停止增强，但在逼近德克萨斯州沿海地区时又恢复强化趋势。7月21日，气旋达到大型飓风标准，随后又在达到风力时速185公里的最高强度后不久从德克萨斯州韦拉斯科（Velasco）附近登陆。进入陆地上空后，飓风迅速减弱，最终于7月22日在格兰德河附近消散。
古巴海域海况恶劣，岛上刮起狂风，暴雨持续两天之久，巴塔瓦诺的街道水深约有0.9米。多艘船只沉没，但没有人员丧生。:4德克萨斯州近海因大浪导致多艘船只遇险，部分沿海地区被风暴潮淹没，不过加尔维斯敦在海堤的保护下破坏程度很轻。韦拉斯科灾情严重，风暴过后仅有八幢建筑依然完好。火车在狂风影响下被迫停运，许多基础设施受损或被毁。内陆地区以拉瓦卡县县城哈利茨维尔（Hallettsville）降水最多，达220毫米。整场飓风一共在德克萨斯州夺走41条人命并造成价值200万美元的破坏。

### 第五号热带风暴
8月6日，牙买加和洪都拉斯之间出现热带低气压。气旋向西北移动并逐渐增强，于当天在开曼群岛附近成为热带风暴。8月7日，风暴转向西进，在尤卡坦半岛近海达到风力时速75公里、最低气压1004毫巴（百帕，29.65英寸汞柱）的最高强度。数小时后，气旋从坎昆附近登陆，再在几个小时后减弱成热带低气压。风暴继续向西移动，于8月9日进入坎佩切湾上空。接下来几小时里，气旋的移动速度快速提升，并且再度强化成热带风暴。8月10日下午，风暴从坦皮科附近登陆，最终于当晚在墨西哥山区上空逐渐消散。

### 第六号飓风
8月20日，背风群岛东面出现热带风暴。气旋向西北偏西移动，次日以飓风下限强度进入加勒比海。8月23日吹袭伊斯帕尼奥拉岛后，气旋又登陆古巴东部，然后再回到加勒比海。返回开放水域上空后，风暴逐渐增强并达到三级飓风标准，再从尤卡坦半岛最北端经过。到8月26日时，飓风已进入墨西哥湾，虽然强度减弱，但又经重新强化于当晚达到持续风速每小时185公里的最高强度。气旋接下来保持最高强度，于8月27日晚从墨西哥塔毛利帕斯州登陆，然后迅速减弱，于次日下午消散。
整场风暴存在期间一直比较接近陆地，所以对许多地区构成影响。加勒比海北部多地在气旋经过期间降下中到大雨并伴随有强烈阵风，但仅海地有灾情报导。:7-8墨西哥东北部爆发重大洪灾，并以蒙特雷灾情特别严重。该市过半建筑被淹，数以百计的楼房被毁，约有两万人流离失所:8。墨西哥各地遇难人数高达4000，截至2016年，这场飓风依然是有纪录以来造成人员丧生第十多的大西洋飓风，估计经济损失超过5000万美元。

### 第七号热带风暴
8月19至20日，墨西哥湾中部上空形成低气压区。根据船只观测纪录和天气图推断，古巴最西端于8月22日凌晨0点发展出热带低气压。系统向西北移动，并在约24小时后强化成热带风暴。到了8月23日中午12点，估计气旋已达到持续风速每小时85公里的最高强度。不久，风暴开始转向西南偏西。8月24日晚，气旋在逼近墨西哥海岸期间弱化成热带低气压，减弱过程可能是因第六号飓风产生的风切变所致。次日清晨，风暴从塔毛利帕斯州北部与美国的边境附近登陆，然后很快消散。陆地上以新奥尔良所测风速最高，达到每小时58公里。

### 第八号热带风暴
8月28日，有船只在萨马纳岛东北方向约95公里洋面发现热带气旋:9。系统朝西北偏西移动，于当天袭击阿巴科群岛最南端。次日清晨，船只测得1009毫巴（百帕，29.8英寸汞柱）最低气压:10，据此估算风暴应该已经达到风力时速85公里的最高强度。上午9点左右，气旋从今博卡拉顿附近登陆，在向内陆行进期间减弱，于8月30日在奥基乔比湖西侧不远处消退成热带低气压并开始转向西北。当天中午风暴转向东北，再于晚上返回大西洋并重新增强，于次日早上再次成为热带风暴。不久后，气旋又开始弱化，降级成热带低气压后最终在南卡罗莱纳州查尔斯顿东南方向约190公里海域逐渐消散。

### 第九号飓风
9月上旬，西大西洋上空的热带扰动在朝小安的列斯群岛移动同时开始增强。到了9月13日，系统已充分组织成热带低气压。气旋朝西北偏西前进，于9月15日在牙买加附近达到热带风暴强度，再于次日成为飓风。9月18日，风暴的最大持续风速在经过古巴最西端上空期间达到每小时155公里。飓风一度在陆地上空减弱，但很快又在墨西哥湾上空重新增强，风力时速提升至185公里，成为本季第三场大型飓风。接下来气旋强度基本保持，最终于9月21日从路易斯安那州格兰德艾尔附近登陆。气旋进入陆地上空后急剧减弱并向北深入内陆，最终于次日在密苏里州上空逐渐消散。
飓风在古巴西部多地产生狂风暴雨，许多建筑受到重创，大面积桔类作物蒙受重大损失。气旋激起强烈涌浪，致使许多船只搁浅。:11比那尔德里奥省的损失总额估计为100万美元，“尼古拉斯·卡斯蒂娜号”（Nicholas Castina）汽船在松岛附近沉没，至少29人葬身大海。美国至少有350人遇难，经济损失达到1000万美元。强烈的风暴潮深入内陆3.2公里，将数以千计的民宅摧毁。大部分损失都发生在路易斯安那州、密西西比州和阿拉巴马州，特别是那些大面积区域受狂风袭击的地区。

### 第十号热带风暴
船只观测纪录和天气图表明，9月24日青年岛北岸近海存在热带低气压:14。气旋向北移动，很快就从古巴今阿尔特米萨省的加勒比海岸登陆。圣克拉拉省遭遇暴雨和强烈阵风:15。进入墨西哥湾后，风暴未能进一步增强，于9月25日晚从佛罗里达州那不勒斯附近登陆。气旋朝东北移动，进入大西洋后于9月26日中午12点左右增强成热带风暴，再于约24小时后达到持续风速每小时95公里的最高强度。气旋接下来开始减弱，但9月28日又有船只测得1000毫巴（百帕，30英寸汞柱）气压，是正式文献中这场风暴的最低气压:14。9月29日凌晨0点左右，风暴在百慕大西侧不远消退成热带低气压，并于不久后消散。

### 第十一号飓风
10月6日，哥伦比亚卡塔赫纳西北方向约55公里海域出现热带低气压。气旋朝西北前进，于次日强化成热带风暴。10月8日，行进至牙买加西南海域的风暴已成为一级飓风。气旋当天蜿蜒向西北偏西移动并逐渐增强，于10月9日晚达到三级飓风标准，再于次日清晨达到风力时速195公里的最高强度。当晚，气旋转向北上登陆比那尔德里奥省桑迪诺。从古巴最西端经过后，风暴进入佛罗里达海峡并转向东北，于10月11日晚以持续风速每小时185公里强度从佛罗里达州马拉松附近登陆。系统此后在穿越巴哈马西北部和西大西洋期间迅速减弱，强度在10月12日回落至热带风暴标准，再于约24小时后弱化成热带低气压，最终在百慕大东北方向约320公里洋面消散。
狂风巨浪对古巴西部构成重大打击，比那尔德里奥省多个城市被彻底摧毁，瓜内受到重大破坏，埃斯佩兰萨港（Puerto Esperanza）每幢房屋都因狂风受损:16。单哈瓦那就有五人丧生，损失数额约有100万美元。风暴产生的大浪抵达墨西哥尤卡坦半岛海岸，致使许多渔民及其家人溺毙:17。基韦斯特的街道上到处堆满各种残骸垃圾，至少有500户民居毁于一旦，另有其他许多建筑受损或被毁。基韦斯特共有两人丧生，损失总额约为200万美元。佛罗里达东岸铁路位于佛罗里达礁岛群多地路段受损。“西比尔号”（Sybil）拖船在巴希亚洪达岛（Bahia Honda Key）附近失事，导致12人遇难，此外还有马拉松的计时人淹死。迈阿密许多建筑失去屋顶，还有一间新建成的酒店受到严重破坏，除此以外风暴对当地的影响基本只有树木倒塌。

### 第十二号飓风
11月8日，加勒比海西南上空的大规模扰动天气发展成本季最后一场风暴:20。系统向西北移动并逐渐增强，于11月11日晚掠过牙买加最东端，并在数小时后达到飓风强度。次日下午，风暴以持续风速每小时140公里强度从海地西北部登陆。进入大西洋上空后，飓风在加速东进期间经进一步强化于11月13日达到风力时速165公里的最高强度。次日，风暴快速转变成温带气旋，最终被小安的列斯群岛东北方向的锋区吸收:20。
飓风及其前身都在牙买加降下暴雨，并以银山种植园（Silver Hill Plantation）降雨量最高，达2908毫米。极端的雨量引发大面积洪灾，导致该国30人遇难，损失数额达700万美元造成大面积破坏。约有50万香蕉植株被洪水摧毁，占该国总量约五分之一:22。附近的海地也降下610毫米雨量，引发重大洪涝灾害，至少导致166人丧生，另有来源认为死亡人数可能有成百上千之多。该国蒙受的经济损失至少有300万美元。大面积洪灾和山体滑坡将多个村落完全摧毁，交通基础设施也受到重创:20。

## 季节影响
| 萨菲尔-辛普森飓风风力等级 |    |    |    |    |    |    |
| TD                        | TS | C1 | C2 | C3 | C4 | C5 |

| 一       | 6月15至19日       | 热带风暴 | 45（75）   | 1009   | 中美洲                                                               | 无     | 0    |  |
| 二       | 6月25至30日       | 二级飓风 | 100（155） | 972    | 德克萨斯州、墨西哥                                                   | 1.3    | 0    |  |
| 三       | 6月26日至7月4日   | 热带风暴 | 50（85）   | 1005   | 巴哈马、佛罗里达州、乔治亚州                                         | 无数据 | 0    |  |
| 四       | 7月13至22日       | 三级飓风 | 115（185） | 959    | 古巴、德克萨斯州                                                     | 2      | 41   |  |
| 五       | 8月6至10日        | 热带风暴 | 45（75）   | 1004   | 墨西哥                                                               | 无     | 0    |  |
| 六       | 9月15至30日       | 三级飓风 | 120（195） | 955    | 小安的列斯群岛、大安的列斯群岛、墨西哥                               | 50     | 4000 |  |
| 七       | 8月22至25日       | 热带风暴 | 50（85）   | 无数据 | 路易斯安那州、德克萨斯州、墨西哥                                     | 无     | 0    |  |
| 八       | 8月28至31日       | 热带风暴 | 50（85）   | 1009   | 巴哈马、佛罗里达州、乔治亚州                                         | 无     | 0    |  |
| 九       | 10月8至16日       | 三级飓风 | 120（195） | 952    | 古巴、美国墨西哥湾沿岸地区、阿肯色州、田纳西州、密苏里州、伊利诺伊州 | 11     | 400  |  |
| 十       | 9月24至29日       | 热带风暴 | 60（95）   | 1000   | 古巴、佛罗里达州                                                     | 无     | 0    |  |
| 十一     | 10月6至13日       | 三级飓风 | 120（195） | 957    | 古巴、佛罗里达州、巴哈马、百慕大                                     | 2      | 22   |  |
| 十二     | 11月8至14日       | 二级飓风 | 105（185） | 无数据 | 大安的列斯群岛                                                       | 10     | 198  |  |
| 季节总结 |                   |          |            |        |                                                                      |        |      |  |
| 12个气旋 | 6月15日至11月14日 |          | 120（195） | 952    |                                                                      | 76.3   | 4661 |  |